# Irish Car Bomb
Irish Car Bomb ist ein Biermischgetränk, das aus Stout-Bier, Irish Cream und Whiskey hergestellt wird.

## Zusammensetzung
Whiskey und Irish Cream werden als Double Shot (4 cl) in ein Schnapsglas gefüllt, wobei der Whiskey durch Eingießen über einen umgedrehten Löffel als Schicht auf der Cream platziert werden soll. Das Schnapsglas wird dann in einem halbgefüllten Pint Stout versenkt.

## Name und Geschichte
Angeblich wurde das Getränk am Saint Patrick’s Day 1979 in „Wilson’s Saloon“ in Norwich (Connecticut) erfunden, als der Barbesitzer ein traditionelles Rezept seines irischen Großvaters abwandelte.
Der Name bezieht sich auf die typisch irischen Getränke, aus denen es gemischt wird, und den Nordirlandkonflikt. Aufgrund der Assoziation mit politischen IRA-Terroranschlägen wurde der Name des Getränks kritisiert und teilweise aus der Getränkeliste genommen.